# Tik-Tak von Oz

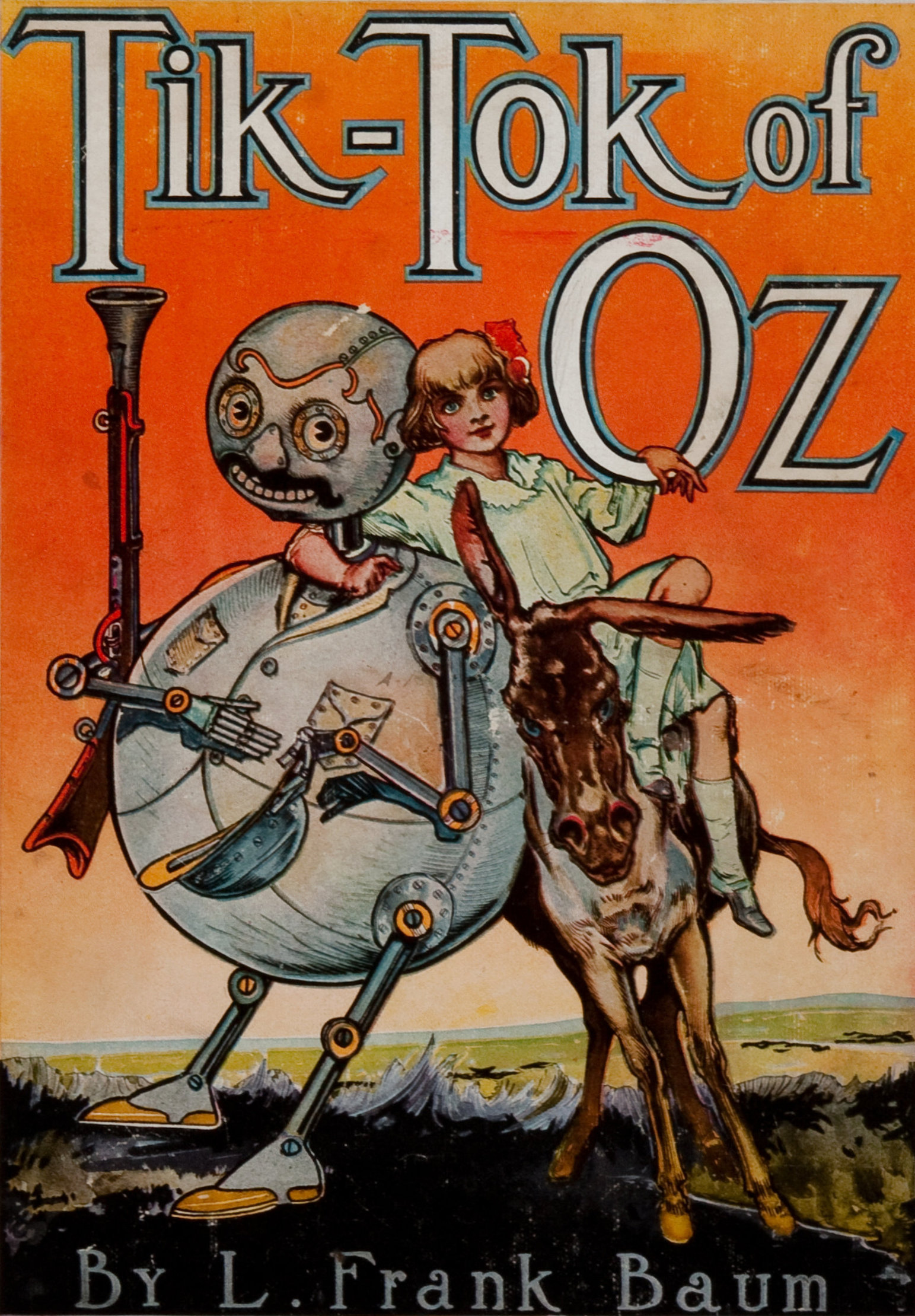
Tik-Tak von Oz, Titelblatt von 1914

Tik-Tak von Oz ist ein Kinderbuch des US-amerikanischen Schriftstellers Lyman Frank Baum. Die Erzählung erschien 1914 unter dem Originaltitel Tik-Tok of Oz mit Illustrationen von John R. Neill. Es handelt sich um den achten Band des Oz-Zyklus, der in den USA zu den beliebtesten Kinderbüchern gehört und zum Teil auch in deutscher Sprache verlegt wurde.

## Handlung
Königin Ann Sofort von Oogaboo, einer kleinen Monarchie, die vom Rest des Winkie-Landes von Oz getrennt ist, macht sich daran, eine Armee aufzustellen, um Oz zu erobern. Betsy Bobbin, ein Mädchen, das ein Jahr älter als Dorothy Gale ist, und ihr treues Maultier Hank sind während eines Sturms an Land gespült worden. Sie erreichen ein großes Gewächshaus, das dem Rosenkönigreich gehört, wo die Rosen ihnen sagen, dass keine Fremden erlaubt sind. Gerade als der königliche Gärtner Betsy und Hank verurteilen will, fällt der Zottige Mann durch das Dach des Gewächshauses und bezaubert den Gärtner mit seinem Liebesmagneten, damit er ihre Leben verschont.
Die Reisenden reisen ab und nehmen die frisch gepflückte Rosenprinzessin Ozga mit, eine Cousine von Ozma, der Herrscherin von Oz. Der Zottige Man erzählt, wie Ozma ihn über den Zaubergürtel hierher geschickt hat, weil er seinen Bruder finden wollte, der in Colorado unter der Erde gegraben hatte und verschwunden war. Er vermutete, dass der Gnomen-König, Herrscher des unterirdischen Gnomen-Königreichs, ihn gefangen genommen hatte. Sie treffen Polychrom, die Tochter des Regenbogens, und retten Tik-Tak aus dem Brunnen, in den der Gnomen-König ihn geworfen hatte.
Sobald Tik-Tak geholfen wurde, begleitet er Betsy, Hank, den Zottigen Mann, Ozga und Polychrom zu ihrer zufälligen Begegnung mit Königin Ann und ihrer Armee. Als Königin Ann von den Reichtümern erfährt, die im unterirdischen Königreich des Gnomenkönigs zu finden sind, beruhigt sie sich und akzeptiert die Dienste von Tik-Tak als ihren neuen Gefreiten. Der Gnomen-König ist entsetzt darüber, dass diese Gruppe seinem unterirdischen Königreich entgegentritt. Da in Oz niemand getötet werden darf, versucht der Gnomen-König sie zu entmutigen, indem er sie zunächst durch das Gummiland führt und sie dann beseitigt, indem er sie durch die Hohlröhre fallen lässt, eine Leitung, die auf die andere Seite der Welt führt. Dort betritt die Gruppe das Gericht des Unsterblichen namens Tititi-Hutschu, des Großen Jinjin, der schwört, den Gnomenkönig für die Verwendung der Hohlröhre zu bestrafen. Er schickt Tik-Tak und die anderen mit seinem Instrument der Rache, einem gleichgültigen Drachen namens Quox, zurück.
Als Quox durch die Höhle des Gnomenkönigs stürmt, sieht der Gnomenkönig das Band um Quox’ Hals und vergisst all die Magie, die er jemals gekannt hat. Der Gnomen-König wird aus seinem Königreich vertrieben, als Quox sechs Eier aus dem Vorhängeschloss um seinen Hals löst. Die für Gnome giftigen Eier folgen dem Gnomen-König zur Erdoberfläche und sperren ihn dort ein. Der neue Gnomen-König, der ehemalige Oberverwalter Kaliko, schwört, dem Zottigen Mann bei der Suche nach seinem Bruder zu helfen, von dem er weiß, dass er sich im Metallwald aufhält.
Der Zottelige Mann trifft seinen Bruder mitten im Wald, doch der ehemalige Gnomenkönig verflucht den Bruder mit einem Zauber der Hässlichkeit. Der Kuss der Fee Polychrom gibt dem Bruder des Zottelmanns sein früheres Selbst zurück. Im Gnomen-Königreich gibt es ein Festmahl der Freude, und der ehemalige Gnomen-König bittet ernsthaft darum, wieder in das unterirdische Versteck gelassen zu werden. Wieder an der Oberfläche erklimmt Polychrom ihren Regenbogen und Ozma benutzt den magischen Gürtel, um die Bürger von Oogaboo nach Hause zu schicken. Der Zottige Mann stimmt der Rückkehr erst zu, als auch sein Bruder Betsy und Hank Oz betreten dürfen. Betsy beschließt, für immer in Oz zu bleiben.

## Kontinuitätsfehler
Das Buch ist an manchen Stellen nicht mit Dorothy auf Zauberwegen vereinbar, da der Zottige Mann zum Beispiel seinen Magneten wieder hat und auch Begegnungen mit Polychrom durcheinandergeraten.

## Ausgaben

### Englische Originalausgabe
- Tik-Tok of Oz. Reilly and Britton Company, Chicago 1914

### Deutsche Übersetzungen
- L. Frank Baum: Tik-Tak von Oz. Übers. Maria Weber, BoD, Norderstedt 2018, ISBN 978-3-7481-3119-9.

| Die Oz-Bücher                                           | Die Oz-Bücher           | Die Oz-Bücher                                |
| ------------------------------------------------------- | ----------------------- | -------------------------------------------- |
| Vorangegangener Band: Dorothy und das Patchwork-Mädchen | Autor: Lyman Frank Baum | Nachfolgender Band: Die Vogelscheuche von Oz |